# Lijst van burgemeesters van Oldekerk
Dit is een lijst van burgemeesters van de voormalige Nederlandse gemeente Oldekerk in de provincie Groningen. Deze gemeente ontstond in 1811 uit de toenmalige gemeente Grootegast (ontstaan in 1808) en ging in 1990 weer op in de gemeente Grootegast.
| Ambtsperiode | Naam burgemeester                                      | Leven     | Partij of stroming | Bijzonderheden |
| ------------ | ------------------------------------------------------ | --------- | ------------------ | --- |
| 1811 - 1818  | jhr.mr. Justus Hendrik Ludovicus d'Aulnis de Bourouill | 1777-1832 |                    | heer van Bijma, vanwege onuitsprekelijkheid van de naam in de volksmond 'Donnie' genoemd; in 1823 werd hij erkend als baron                                                                 |
| 1819 - 1827  | Arend Fops Staal                                       | 1745-1838 |                    | landbouwer uit Oldekerk. |
| 1827 - 1844  | mr. Frederic Hendrik baron d'Aulnis de Bourouill       | 1805-1885 |                    | heer van Bijma, oudste zoon van Justus Hendrik Ludovicus d'Aulnis de Bourouill. |
| 1844 - 1845  | mr. Nicolaas van Hasselt                               | 1817-1888 |                    | heer van Bijma |
| 1845 - 1856  | jhr.mr. Roelof Antonius Quintus                        | 1816-1894 |                    | heer van Bijma (door hem gekocht), tevens burgemeester van Zuidhorn. |
| 1856 - 1858  | mr. Daniel Adriaan Sixma baron van Heemstra            | 1830-1859 |                    | zwager van zijn voorganger |
| 1858 - 1888  | Cornelis Römelingh                                     | 1815-1893 |                    | |
| 1888 - 1892  | Hendrik Arnoldus Aalfs                                 | 1861-1945 |                    | werd burgemeester van Vries |
| 1892 - 1927  | Johann Heinrich Schutter                               | 1857-1932 |                    | was gemeentesecretaris van Oldekerk. |
| 1927 - 1939  | Harmannus Hazenberg                                    | 1873-1953 | ARP                | fabrikant (kalksteen, asfalt); was wethouder van Hoogkerk |
| 1939 - 1942  | mr. Martinus Ritzema                                   | 1910-1945 | ARP                | zoon van een gereformeerde boer uit Leens, jurist, fervent jager en tijdens de oorlog verzetsstrijder. Op 10 april 1945 gefusilleerd door SD'er Peter Schaap (Scholtenhuis) bij Bakkeveen.  |
| 1942 - 1945  | Stephanus Hendrik Louwe Woldringh                      | 1889-1965 | NSB                | afkomstig uit Zoutkamp; zijn zoon stierf vlak voor zijn aanstelling in dienst van de Waffen SS aan het Oostfront.                                                                           |
| 1945 - 1946  | Gerrit Groenendaal                                     | 1907-1996 | PvdA               | waarnemend burgemeester aangesteld door militair gezag, werd burgemeester van Muntendam |
| 1946 - 1961  | Jan Heinrich Boerma                                    | 1905-1964 |                    | verzetsstrijder, werd in 1961 afgezet en in 1962 veroordeeld wegens verboden wapenbezit, verduistering en valsheid in geschrifte tot 6 maanden voorwaardelijk met een proeftijd van 3 jaar. |
| 1961 - 1962  | Klaas Koster                                           | 1910-1980 | ARP                | waarnemend; tevens burgemeester van Grootegast |
| 1962 - 1971  | Albert Smallenbroek                                    | 1926-2016 | ARP                | broer van minister Jan Smallenbroek, werd burgemeester van Bedum. |
| 1972 - 1983  | Jan Koob Slomp                                         | *1934     | ARP/CDA            | werd burgemeester van Gramsbergen. |
| 1984 - 1989  | Koert Post                                             | *1941     | CDA                | was gemeentesecretaris van Schoonebeek, werd burgemeester van Angerlo (Gelderland) |